# 内尔瓦
内尔瓦，是西班牙安达卢西亚自治区韦尔瓦省的一个市镇。总面积55平方公里，总人口6075人（2001年），人口密度110人/平方公里。